# آندری سوخووتسکی
آندری الکساندروویچ سوخووتسکی (زاده ۲۵ ژوئن ۱۹۷۴ – درگذشته ۲۸ فوریه ۲۰۲۲) یک ژنرال روسی بود که در حمله روسیه به اوکراین در سال ۲۰۲۲ درگذشت.

## زندگی‌نامه
وخووتسکی در ۲۵ ژوئن ۱۹۷۴ به دنیا آمد. وی در سال ۱۹۹۵ از مدرسه عالی فرماندهی هوابرد گارد ریازان فارغ‌التحصیل شد و در آغاز به عنوان فرمانده دسته ایفای وظیفه کرد و سپس به تدریج ارتقاء درجه دریافت کرد. ایندیپندنت او را «چترباز محترم» توصیف کرد. او در عملیات نظامی در قفقاز شمالی، از جمله در چچن، خدمت کرد و در طول جنگ روسیه و گرجستان در سال ۲۰۰۸ در آبخازیا جنگید. در سال بعد از آکادمی سلاح‌های ترکیبی فارغ‌التحصیل شد.
سوخووتسکی به دلیل نقشش در الحاق کریمه به فدراسیون روسیه در سال ۲۰۱۴ جایزه دریافت کرد و متعاقباً در مداخله نظامی روسیه در جنگ داخلی سوریه نیز شرکت کرد. در سال ۲۰۱۸ از آکادمی نظامی ستاد کل نیروهای مسلح روسیه فارغ‌التحصیل شد. از سال ۲۰۱۹ تا ۲۰۲۱، سوخووتسکی سرپرستی هفتمین بخش حمله هوایی کوهستانی گارد را بر عهده داشت که سپس به درجه سرلشکر ارتقا یافت، در اکتبر ۲۰۲۱ به عنوان معاون فرمانده ارتش ۴۱ ارتش ترکیبی منصوب شد. در این نقش، او در حمله روسیه به اوکراین در سال ۲۰۲۲ جنگید. او همچنین در طول آفند، نیروهای ویژه را رهبری می‌کرد.
سوخووتسکی در ۲۸ فوریه ۲۰۲۲ در نبرد در اوکراین کشته شد گزارش شده‌است که او توسط یک تک تیرانداز در نزدیکی ماریوپل که در آن زمان توسط نیروهای روسی محاصره شده بود مورد اصابت گلوله قرار گرفت. منابع اوکراینی گزارش مرگ او را از اول مارس آغاز کردند. از طرف روسیه، مرگ سوخووتسکی برای نخستین بار در وی‌کی توسط معاون برادراران مبارز، یک گروه قدیمی از سربازان روسی تأیید شد. ولادیمیر پوتین بعداً در یک سخنرانی به مرگ او اشاره کرد.
سوخووتسکی در زمان مرگش جوایز زیادی دریافت کرد و ۱۴ مدال گرفت. چندین روزنامه و تحلیلگر موافق بودند که مرگ او ضربه بزرگی به ارتش روسیه بود.